# Kirknewton (Northumberland)
Pour les articles homonymes, voir Kirknewton.
Kirknewton est une paroisse civile et un village du Northumberland, en Angleterre.